# Pottsville (Pennsylvania)
Pottsville is een plaats (city) in de Amerikaanse staat Pennsylvania, en valt bestuurlijk gezien onder Schuylkill County.

## Demografie
Bij de volkstelling in 2000 werd het aantal inwoners vastgesteld op 15.549.
In 2006 is het aantal inwoners door het United States Census Bureau geschat op 14.643, een daling van 906 (-5,8%).

## Geografie
Volgens het United States Census Bureau beslaat de plaats een oppervlakte van
10,9 km², geheel bestaande uit land. Pottsville ligt op ongeveer 265 m boven zeeniveau.

## Plaatsen in de nabije omgeving
De onderstaande figuur toont nabijgelegen plaatsen in een straal van 4 km rond Pottsville.

## Geboren
- Gary Becker (1930-2014), econoom en Nobelprijswinnaar (1992)